# Isabelle d'Este
Pour l’article homonyme, voir Isabelle d'Este (1635-1666).
Pour les autres membres des familles, voir Maison d'Este et Maison Gonzague.
Isabelle d'Este (née le 20 mai 1474 à Ferrare et morte le 13 février 1539 à Mantoue) est une aristocrate qui fut, comme sa sœur cadette la duchesse de Milan Béatrice, une des femmes les plus importantes de la Renaissance et une figure à la fois culturelle et politique de tout premier plan. Elle est restée célèbre dans l'histoire comme la Première dame de la Renaissance.

## Biographie
Isabelle d'Este est la fille aînée d'Hercule Ier d'Este, duc de Ferrare, de Modène et de Reggio, et de son épouse Éléonore de Naples, elle-même fille de Ferdinand Ier de Naples et d'Isabelle de Tarente. Sa plus jeune sœur est Béatrice d'Este, qui épouse le duc de Milan, Ludovic Sforza. Son frère Alphonse devient duc de Ferrare, et Hippolyte est un cardinal influent de la curie.

### Fiançailles et mariage
Elle n'a que six ans lorsqu'un contrat de mariage est signé, le 28 mai 1480, entre les Este et les Gonzague, contrat qui la fiance au fils aîné du marquis Frédéric Ier de Mantoue et de Marguerite de Bavière, François, alors lui-même âgé de treize ans. Le négociateur mantouan trouve que « plus que sa beauté, son intelligence et son talent sont admirables » (più che la bellezza è mirabile l'intelletto e l'ingegno suo). Elle l'épouse, à Mantoue même, le 12 février 1490, âgée de quinze ans. François II de Mantoue est âgé de vingt-trois ans et est depuis 1484, marquis de Mantoue. De leur union naissent huit enfants :
- Éléonore de Mantoue (1493-1550), qui épouse en 1507 François Marie Ier della Rovere, duc d'Urbino ;
- Margarita (1496-1496) ;
- Frédéric II (1500-1540), 5e marquis puis 1er duc de Mantoue ;
- Livia (1501-1508) ;
- Ippolita (1503-1570), nonne à Mantoue ;
- Hercule (1505-1563), évêque de Mantoue en 1521, il obtient la pourpre cardinalice en 1527 et sera l'un des présidents du concile de Trente ;
- Ferdinand (1507-1557), le 1er comte de Guastalla et chef de la lignée des Gonzague de Guastalla ;
- Paola (1508-1569), nonne franciscaine à Mantoue.

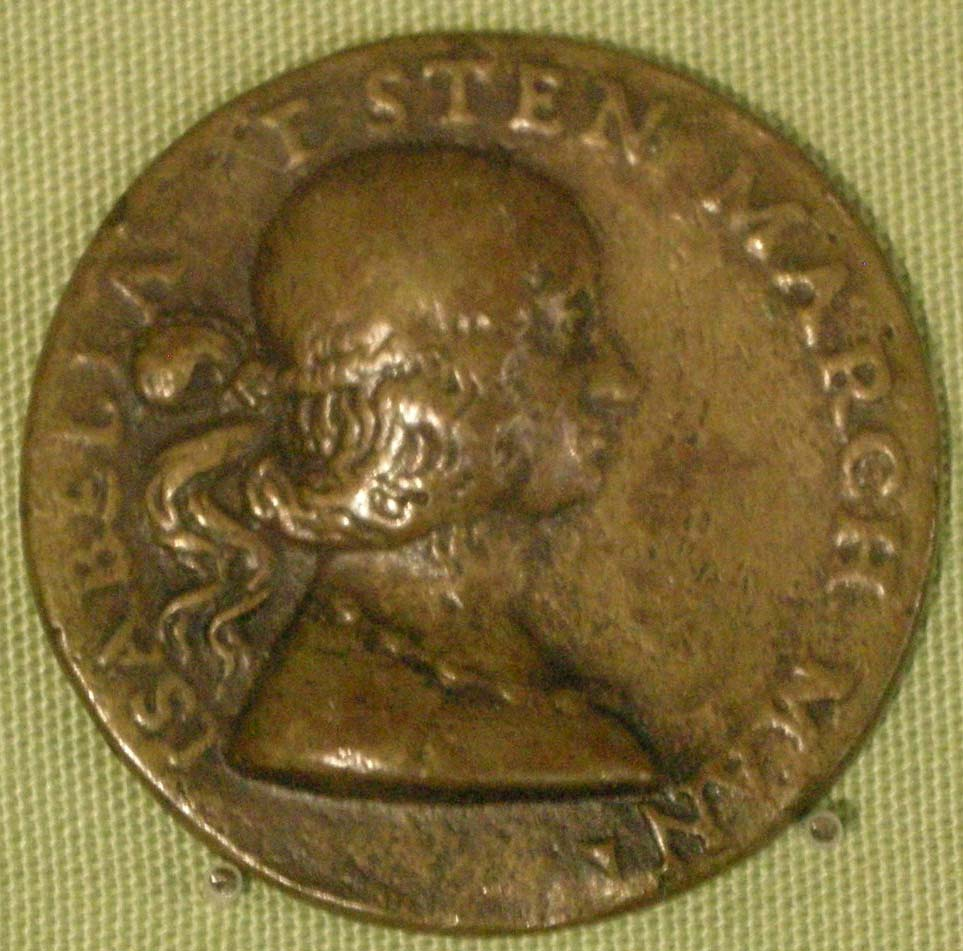
Médaille de Isabella, Gian Cristoforo Romano.

### Relations avec Milan
En 1491, Isabelle s'est rendu avec un petit entourage à Brescello et de là à Pavie, pour accompagner sa sœur Béatrice qui était mariée à Ludovico il Moro. À cette occasion, elle a revu - puisqu’elle l’avait déjà connu enfant à Ferrare - Galeazzo Sanseverino, avec qui elle a entrepris un échange de lettres dense et parfois humoristique. Il faut dire, cependant, que l’identité de l’expéditeur n’est pas certaine et pourrait être le presque homonyme Galeazzo Visconti, comte de Busto Arsizio, courtisan également cher aux ducs.
Entre les deux s’est immédiatement enflammé une dispute, destinée à durer des mois, sur qui était le meilleur paladin, Orlando ou Rinaldo : Galeazzo soutenait le premier, les sœurs d’Este le second. Galeazzo, qui exerçait une forte fascination, réussit bientôt à les convertir tous les deux à la foi d’Orlando, mais Isabella, de retour à Mantoue, revint préférer Rinaldo, de sorte que Galeazzo se souvint d’elle comme « Moi seul suffisait à la faire changer d’avis et crier Rolando ! Rolando ! », l’invita à suivre l’exemple de sa sœur et jura qu’il la convertirait une deuxième fois, dès qu’ils se reverraient. Isabella répondit en plaisantant qu’elle apporterait alors une grenouille pour l’offenser, et la dispute dura longtemps.

Le 11 février, lui parlant des amusements qu’il a eus avec Béatrice, il lui écrit : « Je m’efforcerai aussi de m’améliorer afin de donner plus de plaisir à la S. V., quand je viendrai la chercher cet été », et déplora le manque de « sa douce compagnie ». La présence d’Isabelle était en fait très désirée à Milan, non seulement par Galeazzo mais aussi par sa sœur, Ludovico et les autres courtisans, mais la marquise a pu s’y rendre à quelques reprises, car son mari Francesco se méfiait de l’envoyer à elle, jugeant que dans cette cour trop de « folie » ont été commises, et peut-être aussi par jalousie de Ludovico. 

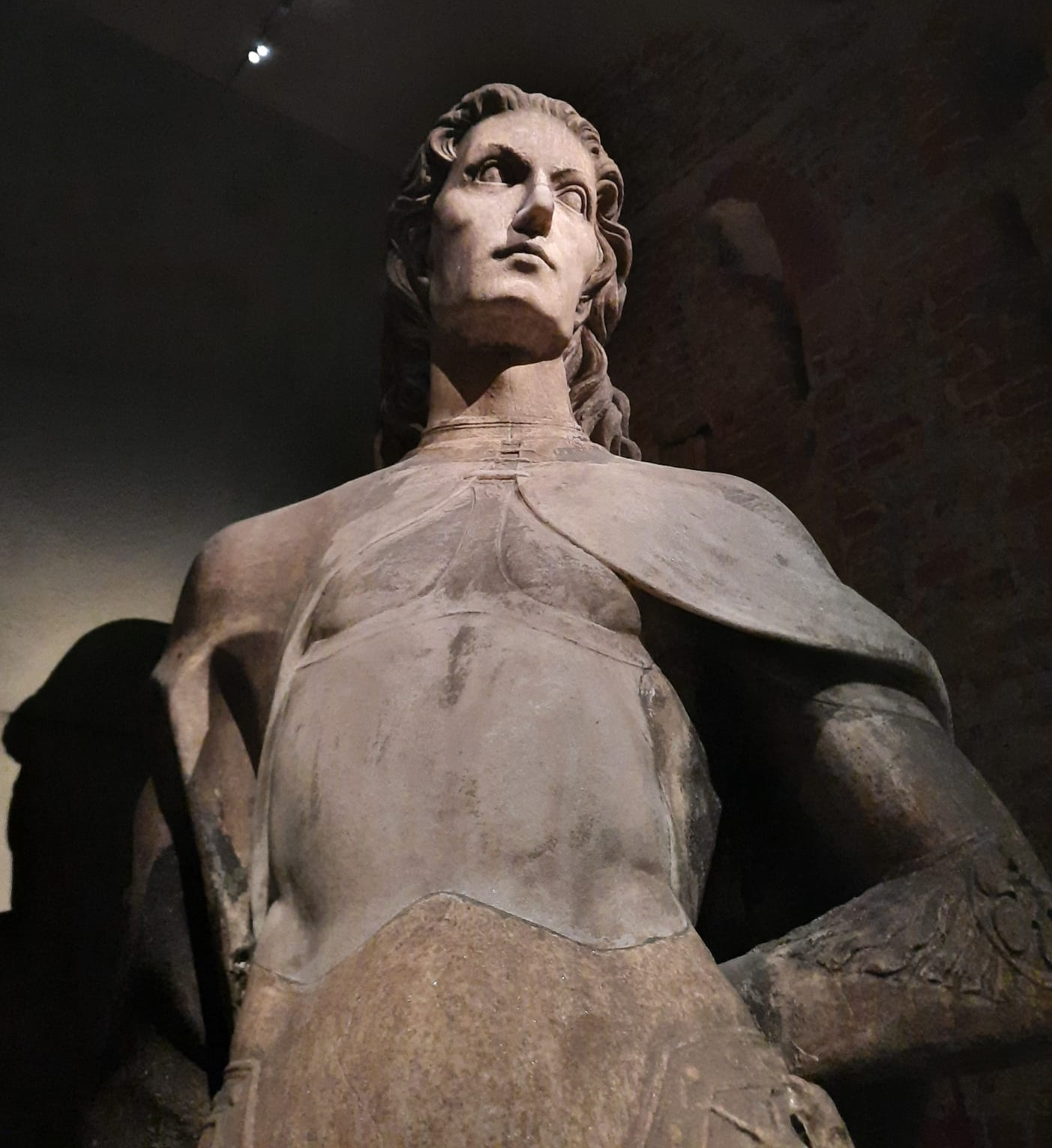
Portrait probable de Galeazzo Sanseverino, statue dans la collection du Grand Musée du Duomo de Milan.

Malgré l’affection, Isabelle commença à ressentir de l’envie pour sa sœur Béatrice, d’abord pour le mariage très chanceux qui l’avait touchée et pour les énormes richesses, puis pour les deux fils en parfaite santé qui lui étaient nés peu de temps après, alors qu’elle semblait incapable d’avoir des enfants et en cela suscitait les inquiétudes de sa mère Éléonore, qui l’exhortait continuellement dans des lettres à être aussi proche que possible de son mari. Une certaine haine peut également être vue dans une lettre à sa mère datant de sa visite à Pavie en août 1492, quand, parlant de Béatrice, il a écrit : « elle n’est pas plus grande que moi, mais elle est beaucoup plus grande! » ; de la même manière, elle s’est également exprimée à son mari, ne pouvant pas encore savoir, peut-être, que la grossièreté de la sœur était due à la grossesse naissante (elle était au quatrième-cinquième mois).  
Ces frictions étaient peut-être aussi liées au fait que Ludovico avait initialement demandé la main d’Isabelle, en 1480, et que cela n’avait pas été possible car, quelques jours plus tôt, le duc Ercole l’avait officiellement promis à Francesco Gonzaga.

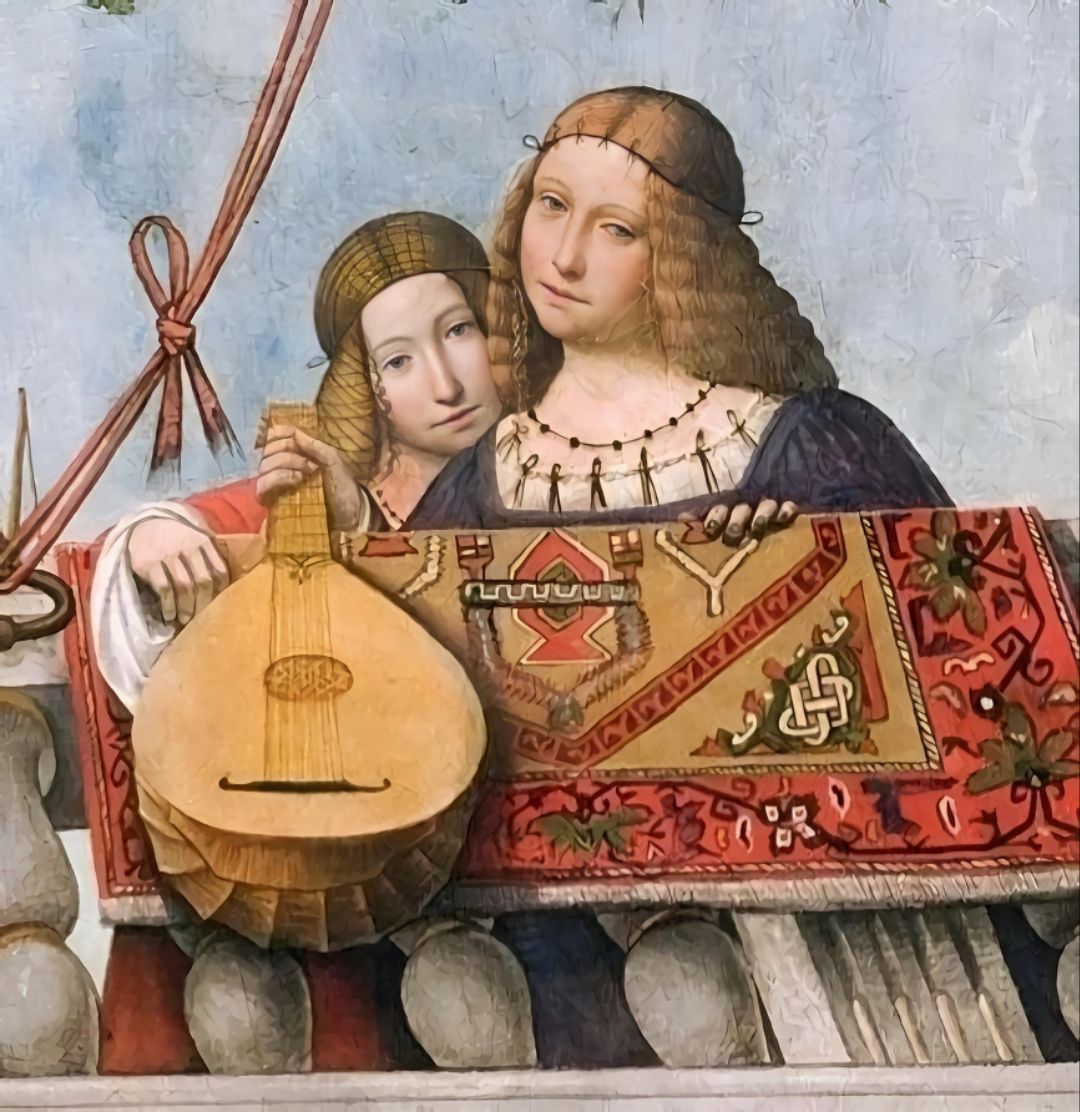
Portrait présumé des deux sœurs : Béatrice (à gauche) et Isabella (à droite), dans la fresque du plafond de la Sala del Tesoro du Palazzo Costabili près de Ferrare. Attribué Benvenuto Tisi da Garofalo, daté de 1503-1506.

Malgré tout, en 1492, elle était très proche de Béatrice dans un moment difficile de sa grossesse, c’est-à-dire quand elle a été soudainement frappée par une attaque de fièvres paludéennes, et en 1495, elle est retournée à Milan pour aider sa sœur dans sa deuxième naissance et a également baptisé son neveu Francesco.
À l’été 1494, à l’occasion de la descente des Français en Italie, Béatrice invite sa sœur à Milan pour embrasser Gilbert de Montpensier et d’autres membres de la maison royale, selon la coutume française. Le secrétaire Benedetto Capilupi a rapporté :

« La duchesse dit que lorsque le duc d’Orliens est venu, elle a dû s’habiller de manière colorée, danser et être embrassée par le duc, qui voulait embrasser toutes les demoiselles d’honneur et les femmes de compte. [...] Venant comte Delfino ou quelqu’un d’autre de sang royal, la duchesse invite le S.V. à prendre ces petits baisers »

— Lettre de Benedetto Capilupi à Isabelle d’Este
En fait, il ne semble pas que Béatrice ait eu des sentiments contradictoires envers Isabelle, ni qu’elle ait vu d’un mauvais œil la complicité entre cette dernière et son mari Ludovico. Le Moro en effet, qui était de nature généreuse, donnait souvent à Isabelle même des cadeaux très chers : une fois, il lui envoyait quinze bras d’un tissu si précieux qu’il lui coûtait quarante ducats sur son bras - une somme étonnante - en disant qu’il avait déjà fait une robe pour Béatrice. Après la mort de sa femme, qui a eu lieu en 1497, Ludovico en vint à faire allusion à une relation secrète avec Isabelle, affirmant que c’était par jalousie de sa femme que le marquis Francesco avait joué un double jeu entre lui et la seigneurie de Venise. La rumeur a cependant été rapidement démentie par son père Ercole.
D’autres ont plutôt défini l’attitude de Béatrice envers sa sœur comme un « deuxième enfant complexe » parce que dans la lettre de félicitations à Isabelle pour la naissance de la petite Éléonore - qui, étant une femme, a incroyablement déçu sa mère - elle a ajouté les salutations de son petit fils Hercule à « soa cusina », bien que l’enfant n’ait pas encore atteint l’âge d’un an. quelque chose que des historiens comme Luciano Chiappini ont interprété comme une sorte de moquerie, de « méchanceté raffinée », « une gifle donnée avec grâce et grâce ». En fait, si Isabelle a toujours été la fille la plus aimée de ses parents, Béatrice avait été cédée à son grand-père, et ce n’est qu’avec la naissance du premier-né qu’elle avait obtenu sa propre vengeance.

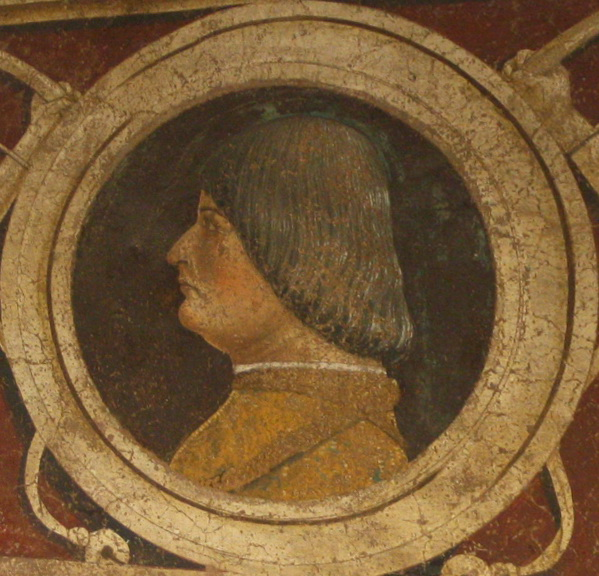
Ludovico il Moro, beau-frère d’Isabella. Ronde de la frise Renaissance arrachée au château Visconti d’Invorio Inferiore.

Ayant également reçu des éducations différentes, les deux sœurs étaient à l’opposé l’une de l’autre : Isabelle, plus comme sa mère, était douce, gracieuse et amoureuse de la tranquillité ; Béatrice, plus comme son père, était impétueuse, aventureuse et agressive. Cependant, elles étaient unies par le désir d’exceller en tout.

### Un mariage difficile
La relation avec son mari au fil des ans s’est souvent avérée tendue, parfois très tendue, à la fois pour les différences politiques entre les deux et pour la difficulté de procréer un héritier mâle. En vérité, Francesco pour sa part a toujours été très fier de ses filles et ne s’est jamais montré déçu, en effet dès le début il s’est déclaré amoureux de la première-née Eleonora, née en 1493, malgré la déception absolue d’Isabelle qui a refusé sa fille, qui a ensuite été très amoureusement éduquée par sa belle-sœur Elisabetta, qui à cause de l’impuissance de son mari n’a jamais eu d’enfants. Quand en 1496 la deuxième fille Margherita est née, Isabelle était tellement en colère qu’elle a écrit à son mari, qui combattait alors les Français en Calabre, une lettre dans laquelle elle l’a blâmé, déclarant qu’elle ne faisait que récolter les fruits de son semé. François a répondu qu’il était plutôt très heureux de la naissance de sa fille - qui, cependant, n’a pas eu le temps de savoir, étant morte dans des vêtements emmaillotés - et a en effet interdit à quiconque de montrer son mécontentement à son égard.
Ce n’est qu’en 1500 qu’est finalement né le fils tant attendu Federico, qui était le plus aimé d’Isabelle.
Dès qu'elle fait son entrée dans leur ville, les Mantouans sont éblouis par son raffinement. De son côté, elle tombe sous le charme de la petite cour mantovane. Un mois seulement après son arrivée, elle écrit à son père : « J'ai déjà pris tant d'amour à cette ville, que je ne peux pas ne pas prendre soin du respect et des intérêts des citadins (Io ho già preso tanto amore a questa città, che non posso fare che non piglia cura de li honori et utilitate de li citadini) ». Sa contribution est déterminante pour l'avènement d'un nouveau climat culturel très fécond. D'un goût sûr, elle est l'exigeante mécène d'une importante cour d'hommes de lettres, mais aussi de musiciens ou de peintres comme Andrea Mantegna qui décore son studioletto.
Elle est également fort habile et avisée en politique, ayant plusieurs fois à assumer la régence de l'État pendant les nombreuses absences de son mari, notamment durant la très délicate période de la captivité de François II à Venise. Elle est pour cela entourée de conseillers choisis par elle-même et son époux. Elle fait preuve de talent, loyauté et fidélité envers son mari quand bien souvent, ailleurs, règnent la trahison et l'infidélité. Elle est aidée par son prestigieux précepteur, Mario Equicola, qui met ses talents de diplomate au service de la politique de sa protectrice.
En 1493, elle accompagne François II à Venise pour les célèbres fêtes de l'Ascension. Celui-ci s'y rendè avec l'intention d'obtenir une augmentation du prix de location de sa condotta. Grâce à son sens des affaires et sa grande finesse diplomatique qui servent les intérêts de son mari, elle parvient à soutirer 4 000 ducats aux Vénitiens, soit le double du paiement initialement envisagé.
En 1509, lors de l'incarcération de François II à Venise, elle convoque un conseil et décrète la mobilisation générale pour sauver le marquisat. Elle entreprend toutes les démarches pour rendre la détention de son époux supportable. Elle lui envoie des poètes et des musiciens pour le distraire ainsi que des portraits des membres de sa famille, et fait tout ce qui est en son pouvoir pour le sortir de sa cellule. Prudente, elle refuse l'envoi de troupes par le roi de France et l'empereur à la rescousse du marquisat et se tourne vers le pape qui envisage un échange d'otages entre son François et son fils Frédéric qui serait alors détenu à Rome et non à Venise. Début 1510, elle et ses conseillers, dont Equicola devenu secrétaire, acceptent l'échange. Elle décide alors de laisser passer les troupes du roi de France, ennemi de François II, pour sauver les possessions de son frère, le duc de Ferrare.
À une dame milanaise qui lui avait décrit les craintes des Milanaises face à l'arrivée des Suisses, Isabelle a répondu en l'invitant à se montrer forte pour démontrer que : « Même dans notre sexe se trouve une nature virile (Etiam nel nostro sessosi ritrovano animi virili). » Elle sait user de ses relations familiales, faisant montre d'une volonté forte. Son mari la décrit comme une « femme d'opinion » et dit avoir parfois honte d'une « épouse de cette sorte qui veut toujours en faire à sa manière et à sa tête ». Elle n'hésite pas à offrir les charmes de ses demoiselles de compagnie à des interlocuteurs influents pour infléchir leur décision comme en 1513, quand par ce procédé, elle retient à Milan le vice-roi de Naples pour donner le temps à Maximilien Sforza de renforcer ses positions, face à un assaut imminent .
François II décédé en 1519, à l'âge de 52 ans à peine, et elle lui survit encore vingt ans.
Son adresse charismatique dans la sollicitation lui permet d'obtenir, en 1527, la pourpre cardinalice pour son fils bien-aimé Hercule et, en 1533, la dignité ducale pour son fils aîné Frédéric. Elle réussit à défendre le marquisat et à le faire élever au rang de duché par Charles Quint, l'objectif de toute sa vie.
En 1527, réfugiée à Rome, elle subit l'assaut de son propre fils Ferrante, condottiere au service des adversaires, les gibelins, conduits par les Colonna. Elle protège de nombreux réfugiés du massacre et du pillage, mais doit payer une forte rançon, 52 000 ducats, dont 10 000 sont perçus par Ferrante.
Elle meurt en 1539, âgée de 64 ans.

## Apparence et personnalité

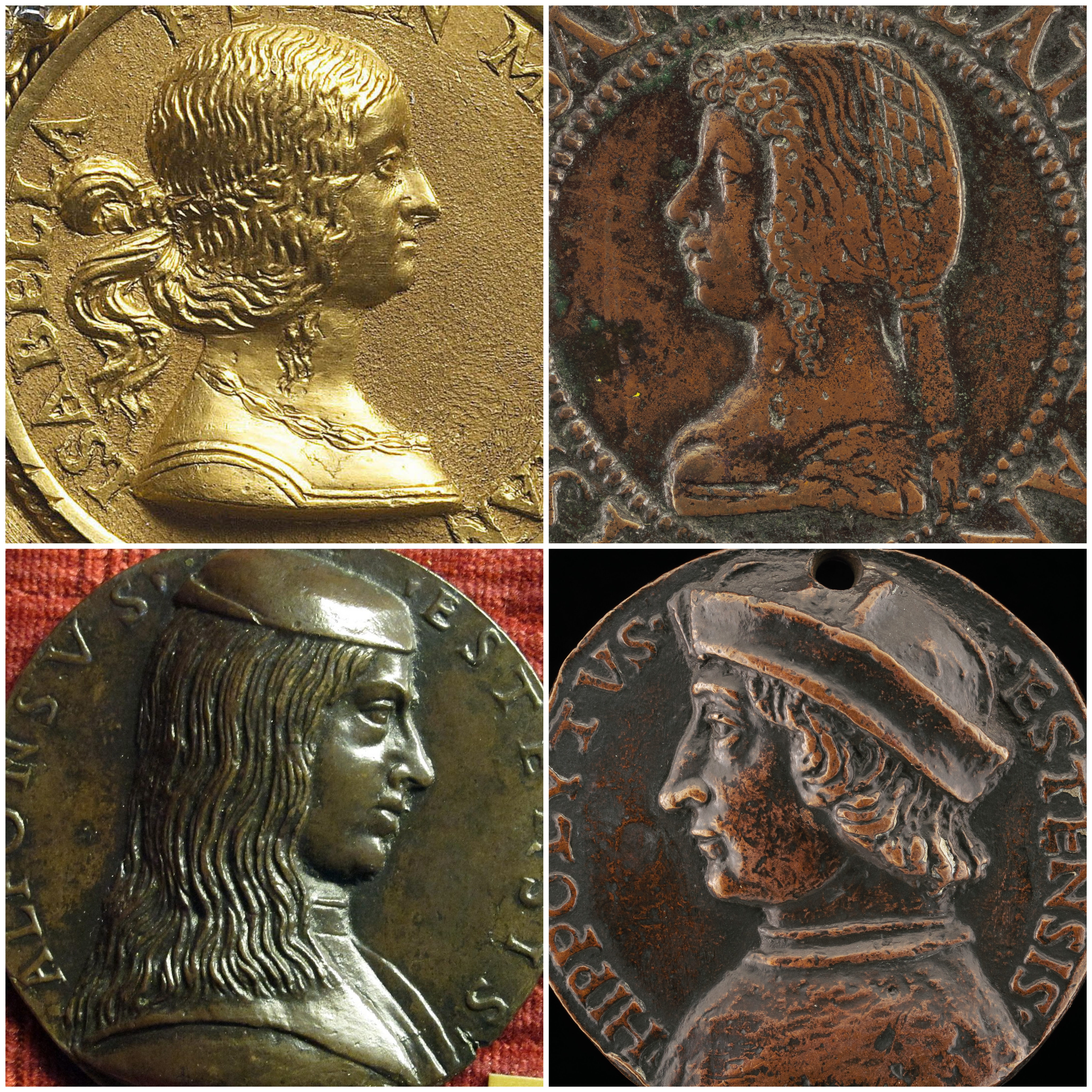
Médailles des frères Este en comparaison : Isabelle, Alfonso, Ferrante, Hippolyte et Sigismondo avaient hérité du nez typique Este de leur père ; Béatrice la légèrement retroussée de la mère. De plus, tous étaient bruns, sauf Ferrante et Sigismondo, qui avaient apparemment retrouvé le blond traditionnel des Este.

Elle a été décrite comme physiquement attirante, bien que dodue ; elle possédait des « yeux vifs » et était « d'une grâce vive ». L'apparence physique d'Isabelle intéressait le roi de France Charles VIII, coureur de jupons impénitent, qui ayant déjà rencontré sa sœur Béatrice, qu'il avait beaucoup aimée, voulut savoir si Isabelle lui ressemblait, et demanda à l'aumônier Bernardino d'Urbino si elle était plus belle, plus grande, son âge, ses traits, son caractère et ses vertus,.
L'aumônier répondit qu'Isabelle surpassait sa sœur en beauté et qu'elle n'était pas plus grande qu'elle, ce qui plaisait beaucoup au roi Charles qui, étant tout aussi petit, ne voulait pas de femmes plus grandes que lui. Jacopo d'Atri communique à la marquise son soupçon que le roi serait venu à Mantoue pour l'embrasser « mille fois » aussi bien qu'il avait embrassé Béatrice, selon la coutume française, et la rassure à cet égard en lui disant que « il n'est pas aussi déformé que le nôtre le décrit » - en fait, Charles était décrit par les Italiens comme très laid - cependant la rencontre n'a jamais eu lieu, puisque peu de temps après il est rentré en France. Les courtisans de Mantoue ont donc jugé qu'Isabelle était plus belle que Béatrice, mais l'absence de ses portraits ne permet pas une comparaison sûre entre les deux, qui distingue la vérité de la louange,.

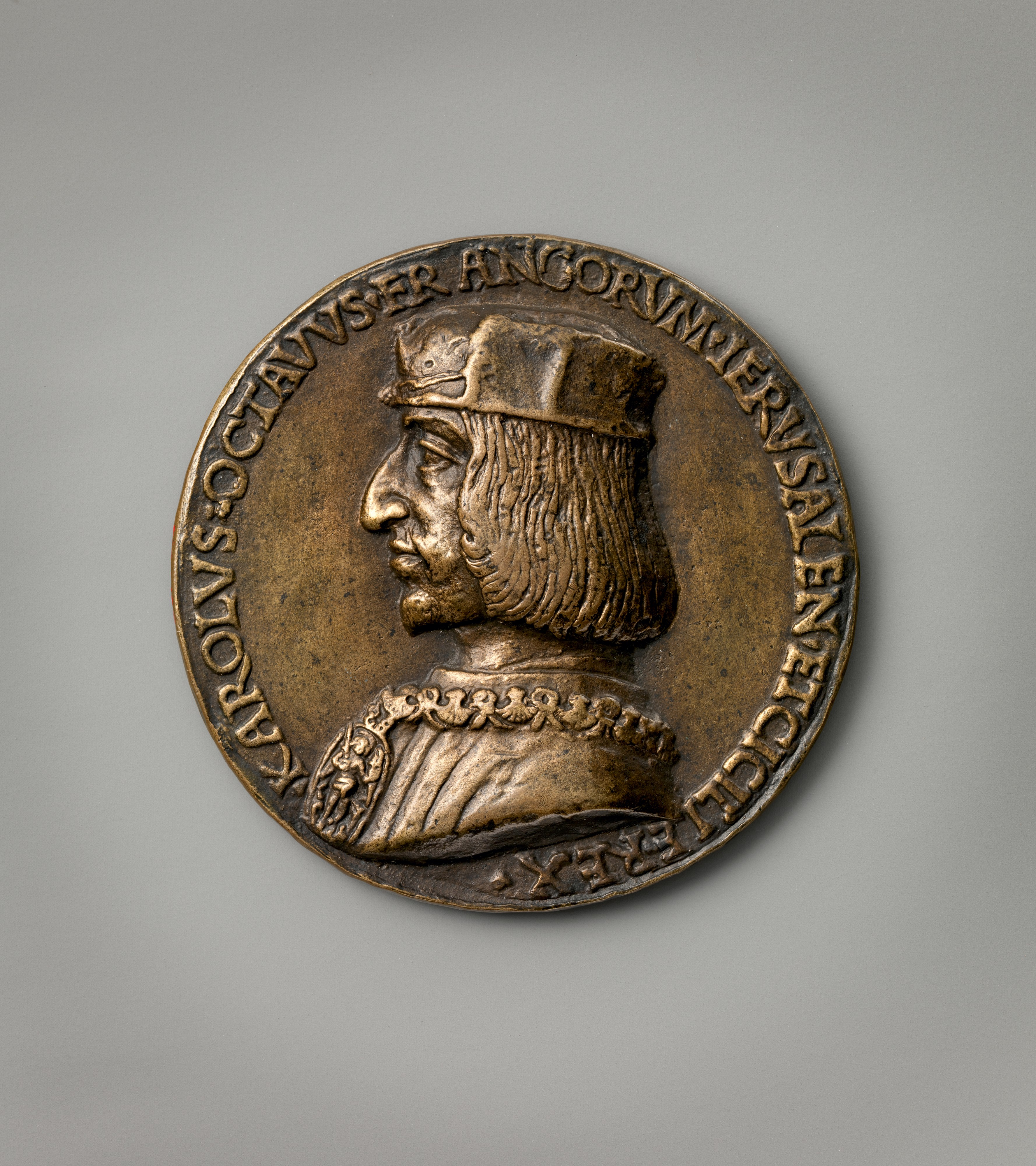
Charles VIII, roi de France.

Après tout, Isabella était très soucieuse de son apparence, comme on peut le comprendre à partir de nombreux petits détails. En 1499, devant envoyer son propre portrait à Isabelle d'Aragon, il l'envoya d'abord à son beau-frère Ludovico Sforza, précisant cependant que le tableau ne lui ressemblait pas beaucoup « pour être un peu plus gros que moi ». Ludovico a répondu qu'il aimait beaucoup le portrait et qu'il lui ressemblait beaucoup, bien que « un peu plus gros », à moins qu'Isabella n'ait « grossi après que nous l'ayons vue ».
Avec l'âge, sa silhouette subit un déclin inexorable : L'Arétin, son implacable ennemi, la décrit : « monstrueuse marquise de Mantoue, qui a des dents d'ébène, des cils d'ivoire, malhonnêtement laide et archidisonestiquement embellie (mostruosa marchesana di Mantova, la quale ha i denti di ebano, le ciglia d'avorio, disonestamente brutta e arcidisonestamente imbellettata) ».
Elle devient une icône de mode et une référence. Célèbres sont ses couvre-chefs («capigliari»/«balzo») et ses décolletés profonds qui sont copiés en Italie et même à la cour française.

## Considérations
De son vivant et après sa mort, poètes, papes et hommes d'État ont rendu hommage à Isabelle. Le pape Léon X l'a invitée à le traiter avec « autant de gentillesse que vous le feriez pour votre frère ». Le secrétaire de ce dernier, Pietro Bembo, l'a décrite comme « l'une des femmes les plus sages et les plus chanceuses ». Le poète Arioste la considérait comme « Isabelle libérale et magnanime ». L'auteur Matteo Bandello a écrit qu'elle était « la suprême parmi les femmes », et le diplomate Niccolò da Correggio l'a intitulée « La Première Dame du monde ».
Des jugements moins empreints d'éloges, voire très durs, sont plutôt exprimés par le pape Jules II, homme aux mœurs corrompues, en désaccord avec la conduite d'Isabelle, allant même jusqu'à l'appeler « cette pute grivoise ». Un jugement pas différent avait également exprimé son mari Francesco lui-même qui, désormais prisonnier des Vénitiens, accusait sa femme de ne pas l'aimer et d'avoir en effet été la cause de sa ruine, se référant à elle par lettre comme « cette putain de ma femme ».

## Isabelle et les beaux-arts

### Le mécénat
Isabelle est considérée comme le mécène le plus important de la Renaissance. Son influence est documentée par de nombreuses correspondances (environ 28 000 originaux et près de 12 000 copies) conservées à Mantoue,. Elle se considère comme la dixième muse, égérie et mécène des artistes de cour, elle se dépeint elle-même comme une « affamée » d'art. Elle est sans doute la princesse de la Renaissance qui a le plus conjugué dans toutes ses dimensions une véritable passion pour l'esthétique. Aucun art n'échappe à la quête effrénée de beauté.
Lorsqu'elle arrive à Mantoue en 1490 sur un char décoré par Ercole de' Roberti, le peintre de la cour de Ferrare, elle entend bien imposer sa marque sur une ville qu'elle considère vraisemblablement comme bien modeste au regard des fastes de sa ville natale. Elle y a reçu une éducation humaniste, ayant notamment étudié le latin auprès de Battista Guarini. Toute sa vie, elle conserve des liens avec Ferrare.
Mario Equicola, l'un des élèves de Marsile Ficin, troubadour courtisan, compose pour elle le traité De la nature de l'amour. En 1505, il procède à une compilation de ses morceaux choisis, poèmes mis en musique. Le socle culturel, voire anthropologique de ces poésies, est significatif de la contradiction de la position des hommes dans l'univers féminin.

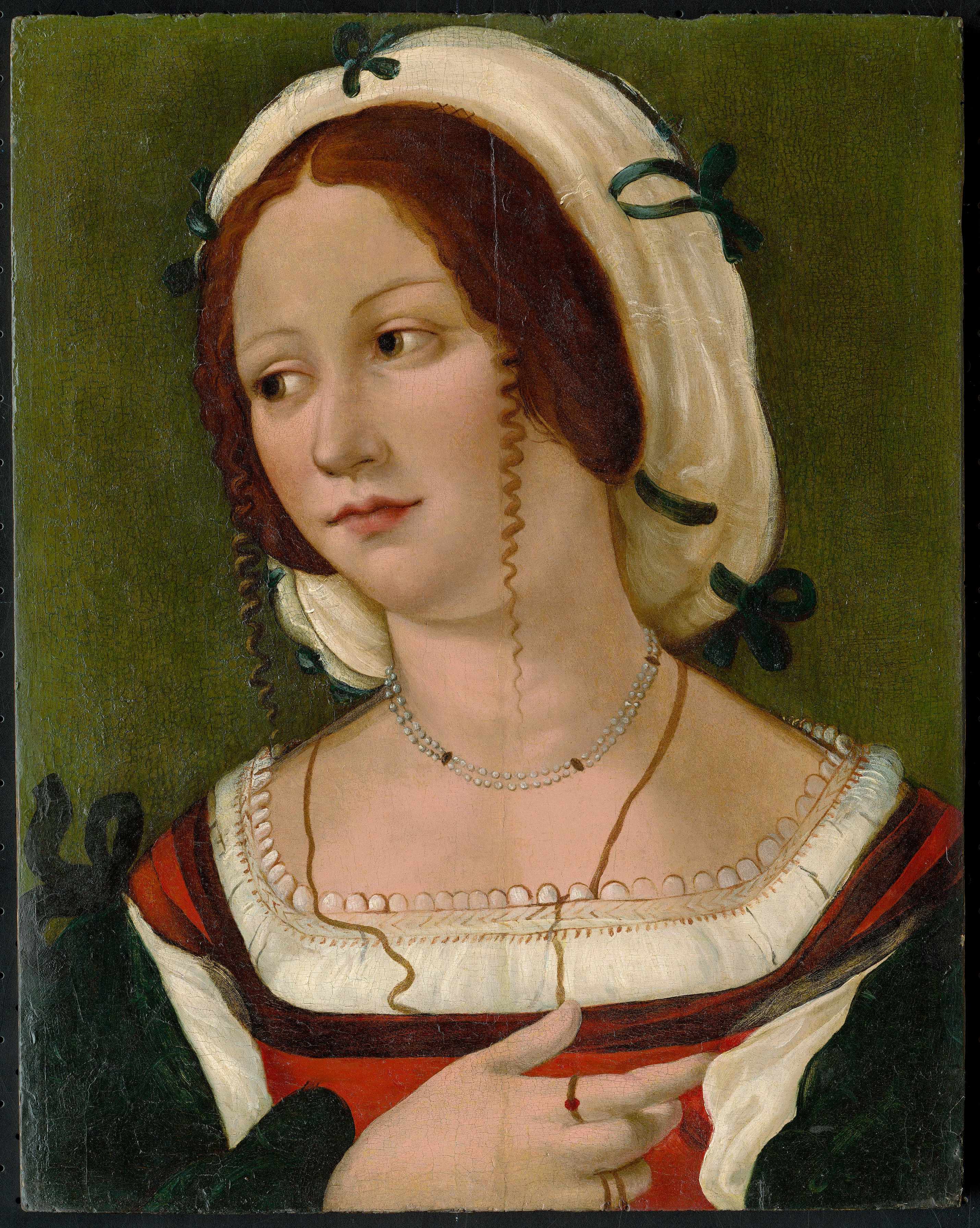
Portrait de femme attribué à Francesco Francia.

Les peintres les plus célèbres de l’époque tels que Giovanni Bellini, Giorgione, Leonardo da Vinci, Andrea Mantegna (peintre de la cour jusqu'en 1506), Le Pérugin, Raphaël et Le Titien, ainsi que Le Corrège, Lorenzo Costa (peintre de la cour à partir de 1509), Dosso Dossi, Francesco Francia, Giulio Romano et beaucoup d'autres reçoivent des commandes d’elle. Dans le Palazzo Ducale, par exemple, son «Studiolo» est décoré avec des allégories de Mantegna, Le Pérugin, Costa et Le Corrège.
Elle passe également des commandes aux sculpteurs et médailleurs les plus influents de l’époque, comme Michel-Ange, Pier Jacopo Alari Bonacolsi (L’Antico), Gian Cristoforo Romano et Tullio Lombardo et elle collectionnait des sculptures romaines. Dans les premières années qu'elle passe à Mantoue, elle amasse surtout les pierres précieuses gavées et les camées.
Dans le domaine des sciences humaines, elle est en contact avec L'Arétin, l'Arioste qui cite son nom dans le Roland Furieux, Pietro Bembo, Balthazar Castiglione, Mario Equicola, Paolo Giovio et Gian Giorgio Trissino. Sa bibliothèque est garnie notamment d'ouvrages édités, entre autres, par le meilleur imprimeur vénitien, Alde Manuce.
Elle a hérité de son père le goût de la musique, elle a d'ailleurs reçu une éducation musicale très poussé, joue de la cithare et étudie le luth.Elle soutient les compositeurs Bartolomeo Tromboncino et Marchetto Cara . Elle préfère la musique profane à la musique religieuse, qu'elle goûte dans l'intimité de son studiolo.
Si elle ne peut pas s’offrir de nouveaux palais, mais emploie de grands maîtres d’œuvre et architectes tels Biagio Rossetti et Gian Battista Covo (en). En 1511, pour se faire construire un pavillon exotique, « un casino bizarro » dans sa villa de Porto, elle fait appel à l'architecte ferrarais Biagio Rossetti qui est au service de son frère Alphonse.

### Les collections d'antiquités d'Isabelle d'Este
À la suite des importantes découvertes archéologiques, l'art classique à cette époque se diffusait dans toute l'Italie et suscitait l'engouement des artistes et des princes. Bien que dépourvue de larges ressources financières et éloignée de Rome, la duchesse fut une grande collectionneuse d'antiquités, le plus souvent acquises à Rome. Elle se rendit pour la première fois dans la ville éternelle entre 1514 et 1515 avec d'abord l'envie de découvrir les antiquités et les ruines.
En février 1506, elle acquit en premier un Cupidon attribué à Praxitèle, après d'âpres négociations car l'œuvre véritablement antique était fortement disputée entre collectionneurs. Le Cupidon endormi, œuvre du jeune Michel-Ange et prétendument antique, lui fut offert en 1502 par César Borgia.
Monnaies et médailles antiques, fragments de statues et autres objets lui furent offerts ou bien achetés par ses soins. Jusqu'à sa mort, elle fit des nombreux achats, directement ou par l'intermédiaire d'agents, dans toute l'Italie. Il lui arriva de se fournir à l'étranger, comme entre 1505 et 1508, lorsque Sabba Castiglione, un chevalier de Jérusalem, lui fit parvenir un bateau entier de statues depuis Rhodes.
Elle fit aussi réaliser des reproductions de marbres célèbres de l'Antiquité, notamment par le sculpteur Pier Iacopo Alari-Bonacolsi, plus connu sous le nom de l'Antico, qui souvent les agrémenta de dorures ou de socles recouverts de pièces d'or antiques.

### LaGrottad'Isabelle d'Este
Pour installer ses collections, elle fit rénover à partir de 1492 une petite pièce sous son studiolo, la Grotta. Pour la décorer, elle fit intervenir les meilleurs peintres qui furent chargés d'exalter ses vertus de princesse sage et cultivée. Cette pièce est pavée de carreaux de céramique aux devises des Gonzague. Les murs sont ornés de marqueteries et de cinq tableaux dont le Parnasse, terminé par Mantegna en 1497, Minerve chassant les vices du jardin de la Vertu, toujours de Mantegna, datant de 1502, Combat de l'amour et de la chasteté du Pérugin en 1505, et Le couronnement d'Isabelle d'Este de Lorenzo Costa qui la célèbre comme la patronne des arts. Elle fit ensuite aménager des pièces de son appartement de Corte Vecchia du château Saint-Georges où elle s'installa à la mort de son époux, à partir de 1520. Elle y fit faire un décor qui confondait antique et moderne en une unité caractéristique de ses collections.

### LesDélices
Magnifiques palais rustiques, les Délices, au nom évocateur de Belfiore, Belvedere, Belriguardo, Benvignante, véritables jardins d'Eden, sont des résidences qu'Isabelle décore et embellit. Entourée de savants, elle y invite ses amis et ses admirateurs. L'Arioste et le Tasse ont célébré Belvedere, lieu enchanteur édifié tout à la gloire du couple qu'elle forme avec François II. Ces palais, expression d'une idéologie du triomphe, célèbrent la paix retrouvée grâce à la force des armes. Les jardins sont le refuge de l'amour et de la sérénité, jardins secrets inclus dans un ensemble de création architecturale complexe.

### Portraits

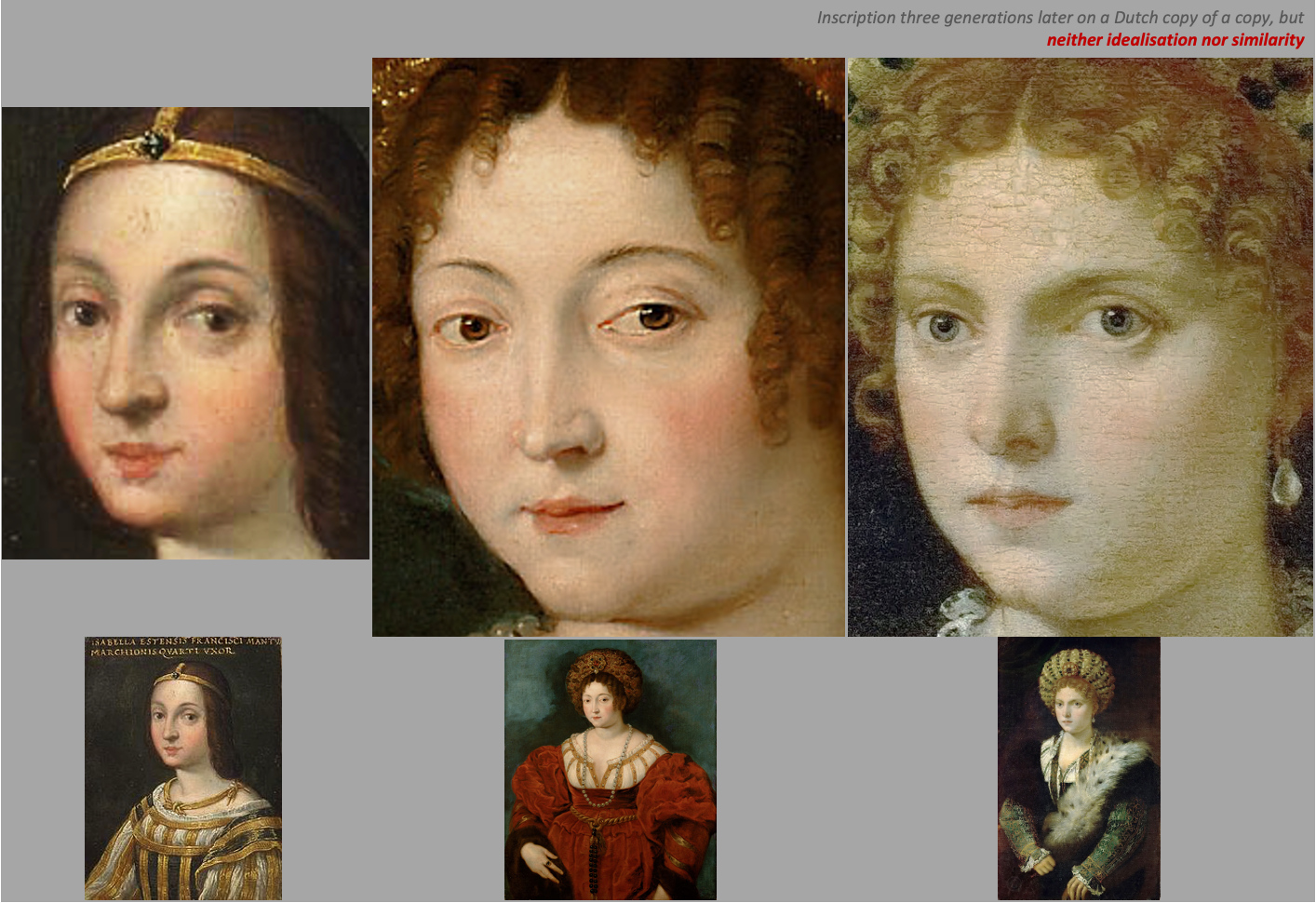
Les trois portraits d'Isabelle d'Este en couleur au KHM, Vienne

Malgré son activité de mécène et son penchant pour l'autoreprésentation, on dispose de peu d'identifications formelles de sa personne sur des représentations picturales. On sait qu'Isabelle d'Este en s'éloignant de la jeunesse préférait des peintures idéalisées et répugnait à poser comme modèle. Ces rares identifications sont de plus hétérogènes (la couleur des yeux et des cheveux ainsi que la forme des sourcils divergent dans les deux portraits de Titien) et il n'y a pas d'images d'elle entre 26 et 54 ans.

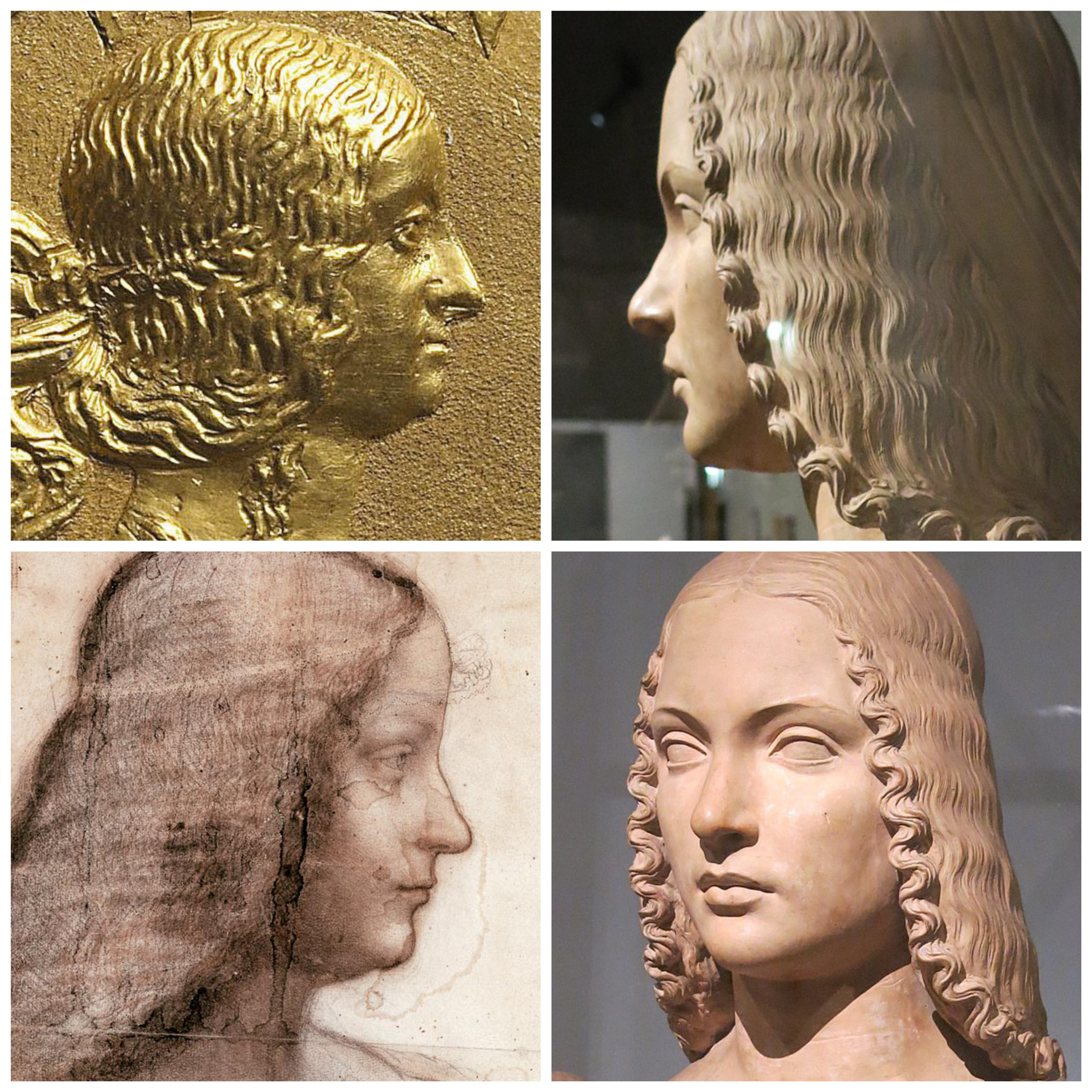
Comparaison entre un prétendu buste d’Isabelle, attribué à Gian Cristoforo Romano, et deux de ses portraits: le très certain du même sculpteur et le presque certain de Léonard de Vinci.

Elle détestait poser mais voulut être représentée par les plus grands artistes de l'époque: en 1495, elle refusa avec une rigueur absolue de poser pour  Mantegna dans La Vierge de la Victoire — où sa figure était fournie à côté de celle de son mari — car dans le passé le peintre l’avait dépeinte « si mal faite » — dans un tableau qui n’a en fait pas survécu — « qui n'a rien de notre ressemblance ». Cependant, le jugement négatif de la marquise n’était pas dû à l’incapacité de Mantegna à la dépeindre de la même manière à la vérité, comme elle l’écrit elle-même, mais à l’absence inverse : de ne pas savoir comment « contrefaire bien le naturel », c’est-à-dire idéaliser. Son mari Francesco dut poser seul et Mantegna répara la perturbation de la symétrie en peignant, à la place de la marquise, sainte Élisabeth, sa sainte éponyme.
Sensible à la flatterie, elle n'apprécie guère que les peintres ne la représentent pas à son avantage, tout en souhaitant un portrait au naturel.
Plusieurs musées ont retiré leurs rares identifications par crainte d'erreur. Les trois portraits en couleur restants demeurent très hétérogènes (tous au Kunsthistorisches Museum / KHM, Vienne) :
1. Ambras miniature du XVIe siècle
2. Isabelle en rouge par Titien, c. 1529 (copie de Peter Paul Rubens c. 1605)
3. Isabelle en noir de Titien, 1536

La Bella (Palazzo Pitti, Florence) est souvent avancé comme alternative plausible au portrait de Titien 1536 à Vienne, sachant qu'Isabelle avait commandé un portrait rajeunissant et flatteur alors qu'elle était déjà âgée de plus de 60 ans ; et la couleur des yeux, des cheveux et des sourcils et surtout la sensualité apparente correspondent parfaitement à ce que l'on sait d'elle.
La médaille de Gian Cristoforo Romano (1495) est la seule identification fiable en raison de la signature originale gravée (plusieurs copies). Elle en conserva elle-même l'exemplaire monté avec de l'or et des pierres précieuses qui est conservé au Kunsthistorisches Museum de Vienne. Léonard de Vinci, qui fut de passage à Mantoue fin 1499, fit deux dessins à l'effigie d'Isabelle à partir de cette médaille, dont l'un est aujourd'hui conservé au Louvre.

### Isabelle d’Este etLa Joconde

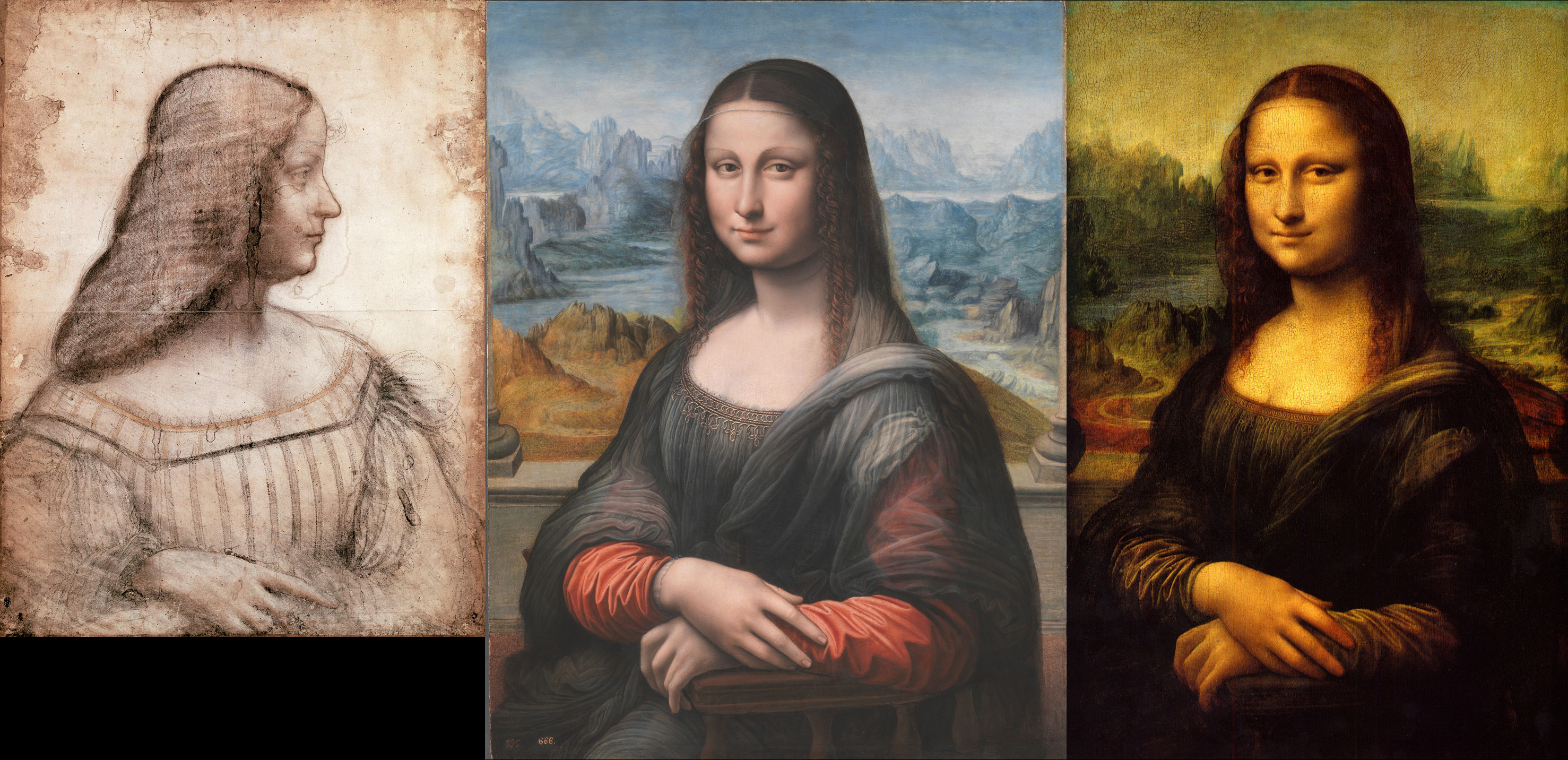
Léonard 1499 – Portrait d'Isabelle d'Este;
Léonard (atelier) 1506-1519 – La Joconde du Prado;
Léonard 1502-1506 – La Joconde du Louvre.

Outre Lisa del Giocondo (l'épouse d'un marchand florentin dont Leonardo avait fait un portrait — comme le cite Giorgio Vasari — Isabelle d'Este est une candidate plausible pour le tableau le plus célèbre de Léonard de Vinci (1502-1506).

## Postérité
Isabelle d'Este est une des 39 convives attablées dans l'œuvre d’art contemporain The Dinner Party (1979) de Judy Chicago.
Isabelle d'Este est un personnage du jeu vidéo Vampire Therapist, sorti en 2024. Elle est l'une des patientes vampires de Sam et parle en thérapie de son mariage difficile, de la relation avec son fils Federico et de son amour des arts et en particulier de la peinture.